# Semana laboral

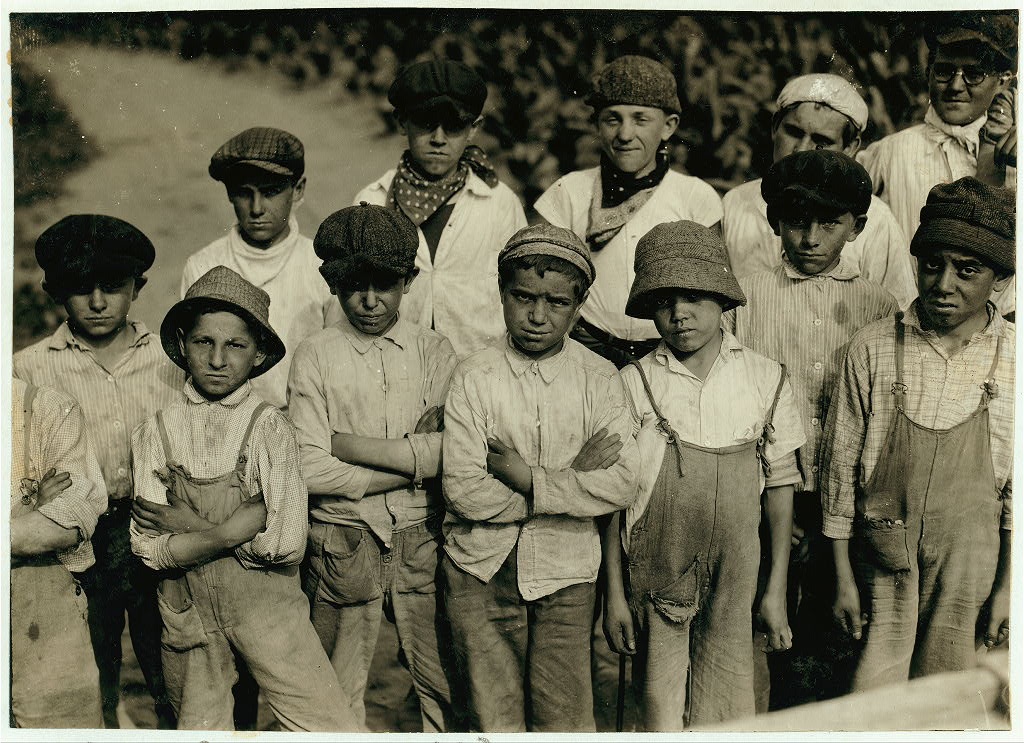
Los trabajadores del campo en la plantación de tabaco Goodrich Tobacco Farm, Gildersleeve, Connecticut, Estados Unidos, 1917. Fotografía de Lewis Hine (1874-1940). Se puede apreciar que en la fotografía predomina el trabajo infantil y de menores de edad.

La semana laboral, semana de trabajo u horario semanal laboral supone la suma de las horas trabajadas durante una semana. En el cómputo de la semana laboral influye la jornada de trabajo efectiva, la reducción de la jornada laboral, y el período de descanso, habitualmente durante el fin de semana. En los sectores industriales se ha pasado de trabajar 7 días a la semana - 82 horas semanales en 1825 a 5 días a la semana -de  35 a 40 horas a la semana en 1980. Desde la década de 1990 se advierten dos posturas contrarias, el incremento en las horas semanales trabajadas, alentada generalmente por las empresas y la defensa de propuestas de reducción de la jornada de trabajo en la que predomina la semana laboral de 4 días, defendida por trabajadores, sindicatos y, en ocasiones, personalidades empresariales y políticas.

## Cómputo de la semana laboral
La semana laboral se computa tanto en días laborales a la semana (5 días laborales y 2 de descanso; 4 días laborales y 3 de descanso) como en horas laborales semanales que debe realizar un trabajador durante una semana (40 horas laborales semanales; 30 horas laborales semanales). La reducción o ampliación de la semana laboral tiene implicaciones en la jornada laboral y viceversa; así, en una semana laboral de 5 días, 40 horas suponen una jornada laboral de 8 horas diarias y 30 horas suponen una reducción de la jornada laboral a 6 horas diarias.
La semana laboral está establecida legalmente en la mayoría de países tanto en horas como períodos de descanso. La semana laboral habitual en la mayoría de países y trabajos se desarrolla de lunes a viernes,  estableciéndose un período de descanso denominado fin de semana que comprende sábado y domingo.
En la mayoría de países musulmanes la semana laboral se desarrolla de domingo a jueves y el descanso comprende viernes y sábado.

## Orígenes de la semana laboral: trabajo y descanso
La semana laboral o de trabajo viene establecida por el ciclo semanal de trabajo y el período de descanso que tradicionalmente comprendía solamente un día a la semana.

### Tradición persa, romana y cristiana
El origen remoto del día descanso está en el culto al dios romano Sol Invictus («Sol invicto») en el Bajo Imperio romano, cuyo origen se remonta a la religión mistérica persa del Mitraísmo.
Asimilando la tradición romana de culto al sol, Constantino I, legalizador de la religión cristiana, decretó (el 7 de marzo de 321) dies solis, Día del sol (Sunday en inglés, domingo en español) como el día romano de descanso civil obligatorio:

En el venerable día del Sol, que los magistrados y las gentes residentes en las ciudades descansen, y que todos los talleres estén cerrados. En el campo sin embargo, que las personas ocupadas en la agricultura puedan libremente y legalmente continuar sus quehaceres porque suele acontecer que otro día no sea apto para la plantación o de viñas o de semillas; no sea que por descuidar el momento propicio para tales operaciones la liberalidad del cielo se pierda.

### Tradición judía
En la tradición judía de la torá el día de reposo es el sabbat, que significa cese en el trabajo-y se correspondería con el sábado- y que abarca desde el atardecer del viernes hasta la anochecida del sábado (concretamente hasta la aparición de tres estrellas la noche del sábado).
Aunque la mayoría de las confesiones cristianas actuales consideran al domingo como el día del descanso existen algunas Iglesias cristianas sabatistas como los Adventistas del Séptimo Día quienes reivindican el reposo sabático del Antiguo Testamento como algo obligatorio para los cristianos.
En el calendario musulmán el día de descanso es el viernes -Yumu'ah (azalá del viernes)-, الجمعة «la reunión»)

### Revolución francesa y derecho laboral
Tras la Revolución francesa el día de descanso del domingo fue reconociéndose como descanso laboral y finalmente se recogerá en el derecho laboral.

## Semana laboral de cinco días
En el mundo la semana laboral legal media comprende mayoritariamente cinco días. Hasta los años 70 y 80 del siglo XX, en numerosos países, se trabajaba también el sábado por la mañana o incluso el sábado completo. A partir de los años 80 del siglo XX se comenzó a consolidar la jornada laboral de cinco días, tanto en la sector privado como el sector público. Siguen siendo muchos los países y trabajos donde la semana laboral es todavía de cinco días y medio, seis días e incluso de siete días (fundamentalmente en el trabajo clandestino, trabajo infantil y trabajos a destajo, todos ellos normalmente relacionados con la economía sumergida).

### Semana laboral de lunes a viernes
En la mayoría de países del mundo, tanto europeos, americanos, africanos como asiáticos -que no son musulmanes- la semana laboral es de lunes a viernes con descanso el fin de semana (sábado y domingo). Hay que entender qué es la semana laboral estándar, ya que dependiendo del trabajo la semana laboral puede alargarse a seis días (lunes a sábado) o incluir el domingo en trabajos como la sanidad, seguridad, hostelería, turismo, etc.; así como numerosas industrias que mantienen su actividad ininterrumpidamante.

### Semana laboral de domingo a jueves: países musulmanes e Israel
En Indonesia, el mayor país musulmán del mundo, la semana laboral es de lunes a viernes, y el fin de semana -sábados y domingos- es de descanso. Otros países de mayoría musulmana siguen otras reglas, así el viernes es la jornada de oración por lo que la semana laboral se ajusta para facilitar la asistencia a la oración. La semana laboral legal en el Oriente Medio puede ser de sábado a miércoles (Arabia Saudí y algunos otros países del golfo pérsico), de sábado a jueves (Irán), o de domingo a jueves (Egipto, Kuwait, Irak, Jordania y Siria). La semana laboral de domingo a jueves con descanso el viernes y el sábado, se está generalizando (Catar en 2003, Baréin y los Emiratos Árabes Unidos en 2006, Kuwait en 2007, y Argelia en 2009).
En Irán la semana laboral comienza el sábado y finaliza el jueves, con descanso únicamente el viernes.
En Omán la semana laboral comienza el domingo y finaliza el jueves, con descanso el viernes y el sábado.
En algunos países, como Malasia, donde la semana laboral es de lunes a viernes -e incluso llega hasta mediodía del sábado-, existen algunos estados en el norte y el este de la península donde, por motivos religiosos, la semana laboral es de domingo a jueves.
En Marruecos y Túnez la semana laboral es de lunes a viernes pero con flexibilidad horaria el viernes para facilitar la asistencia a la oración.
Para la mayoría de israelíes la semana laboral comienza el domingo y termina el jueves o el viernes a mediodía
con el objeto de respetar el Sabbath judío que comienza la noche del viernes. El horario semanal laboral medio es de unas 43 horas, y la jornada laboral es de 8 horas por día.
En 2022 Emiratos Árabes Unidos modificó la semana laboral de domingo a jueves que pasará a una semana laboral de cuatro días y medio, de lunes a mitad del viernes -se trabajará medio día- así el fin de semana comenzará el viernes por la tarde y durará hasta el domingo. Es un gran cambio ya que los viernes, día sagrado, se trabajará medio día. Las autoridades agregaron que con esta medida los Emiratos Árabes Unidos se convierten en «la primera nación del mundo en introducir una semana laboral nacional más corta que la semana global de cinco días».

## Semana laboral - entre las 35 y las 48 horas

### Asia y Oceanía
En Corea del Norte la semana laboral obligatoria comienza el lunes y termina el jueves, trabajar el viernes es opcional. Así, sus 32 horas obligatorias le convierten en el país con la semana laboral más reducida del mundo.
En China la semana laboral comienza el lunes y termina el viernes. En China comenzó oficialmente el disfrute del fin de semana de dos días en 1995. La mayoría de los trabajadores trabajan cinco días a la semana (incluidos los funcionarios y la mayoría de las industrias). Los trabajadores de las fábricas trabajan doce horas diarias de lunes a sábado.
En la India la semana laboral en la mayoría de las empresas privadas empieza el lunes y termina el sábado al mediodía, lo que hace una semana laboral de seis días y medio, con un horario total de unas 48 horas por semana. El fin de semana comprende la mitad del sábado —por la tarde— y el domingo. En las oficinas públicas y nuevas empresas la semana es de lunes a viernes con un horario total de 40 horas semanales.
En Japón el horario semanal laboral es normalmente de lunes a viernes y de 40 horas semanales. En Filipinas el horario semanal laboral alcanza las 48 horas.
En Australia las horas legales de trabajo semanales varían entre 35 y 40 horas.

### Unión Europea
| Año  | Población  | Población ocupada | Horas trabajador año | Horas trabajador semana | Horas trabajador día | Productividad hora de trabajo (dólares 1990) | PIB per cápita (dólares 1990) |
| ---- | ---------- | ----------------- | -------------------- | ----------------------- | -------------------- | -------------------------------------------- | ----------------------------- |
| 1785 | 12 681 000 | 4 915 000         | 3000                 | 62                      | 11                   | 1,29                                         | 1505                          |
| 1820 | 19 832 000 | 6 884 000         | 3000                 | 62                      | 11                   | 1,69                                         | 1756                          |
| 1870 | 29 312 000 | 12 285 000        | 2984                 | 61                      | 10,9                 | 2,64                                         | 3297                          |
| 1913 | 42 622 000 | 18 566 000        | 2624                 | 53                      | 10                   | 4,40                                         | 5032                          |
| 1950 | 50 363 000 | 22 400 000        | 1958                 | 40                      | 8                    | 7,86                                         | 6847                          |
| 2000 | 58 670 000 | 27 200 000        | 1 489                | 30                      | 6                    | 28,71                                        | 19 817                        |

La directiva europea de 2003 de organización del tiempo de trabajo indica que los trabajadores de la Unión Europea no pueden ser obligados a trabajar durante más de 48 horas por semana debiendo tener al menos once horas de descanso consecutivo cada 24 horas, si el horario de trabajo supera las 6 horas el trabajador tendrá derecho a un descanso computado como tiempo de trabajo. Semanalmente tendrá al menos 24 horas (un día) de descanso ininterrumpido. Tendrán un descanso anual de cuatro semanas. La jornada diaría de trabajo no excederá las ocho horas.
En el año 2005 la semana laboral media en Europa de los trabajadores a tiempo completo era de 40 horas (8 horas de lunes a viernes), por encima de 40 horas están Letonia (que encabeza la lista con 42,6 horas), Estonia, República Checa, España (41 horas), Alemania y Austria. Francia aparece en la posición inferior en horas trabajadas semanales con 37,6 horas semanales, según Eurostat.
En España el horario de la semanal laboral en la función pública está establecido en 37,5 horas repartidas en 7,5 horas durante 5 días -de lunes a viernes-. En Irlanda, la duración media de la semana laboral es de 39 horas y la máxima legal de 48. En Dinamarca la semana laboral es de 37 horas, en Polonia y Portugal de 40 (8 horas 5 días a la semana). En el Reino Unido la semanal laboral es de 35 a 40 horas. En Turquía, país candidato a la entrada en la Unión Europea la semana laboral -de lunes a viernes- es de 40 horas.

### América
En Estados Unidos la semana laboral -de lunes a viernes- es de 40 horas.
En Chile, la jornada laboral en general es de lunes a vienes de 8:00 AM a 6:00 PM, esto es 10 horas de permanencia y 1 hora de almuerzo. Por lo tanto, las horas trabajadas efectivas son 45 a la semana.
En Colombia, la semana laboral de oficina usualmente empieza el lunes y termina el sábado hacia el mediodía, lo que hace una semana laboral de 5 días y medio, con un horario total de 46 horas por semana en 2024, de acuerdo a la Ley 2101 de 2021, que reduce la semana laboral de 48 a 42 horas paulatinamente, entre 2023 y 2026. El fin de semana comprende la mitad del sábado por la tarde y el domingo todo el día junto con los días festivos. Algunos empleos, particularmente empleos públicos, tienen una semana laboral de 5 días.
En Venezuela, desde mayo de 2013, como señala el Artículo 173 de la nueva Ley Orgánica del Trabajo de los Trabajadores y Trabajadoras (LOTTT) señala que la semana laboral será de 5 días y 2 días de descanso (40 horas semanales). Anteriormente la semana laboral era de 6 días de trabajo y un día de descanso (44 Horas semanales).

## Reducción de la semana laboral

### Semana laboral de 4 días - 32 horas
Una de las propuestas para la reducción del tiempo de trabajo es la implantación de la «semana laboral de 4 días» (ya sea de lunes a jueves; ampliando el descanso al miércoles o a la carta -para empleador y empleado-) que exigiría tanto cambios en la producción -redistribución semanal de turnos- como en la vida ordinaria -entre otros, ajustes de horarios escolares-. Sus defensores creen que supone un avance real en las mejoras laborales más palpable y claro que las escasas reducciones horarias repartidas durante cada día y que suelen acompañarse de reducción de sueldo y no crean empleo. En su favor también se argumenta la reducción del consumo de combustible al disminuir los desplazamientos al trabajo. También, desde la gestión de recursos humanos y hablando del trabajo flexible se habla de la semana laboral de 4 días e incluso 3 pero con un mantenimiento del horario laboral semanal (en vez de 8 horas diarias se trabajarían 10).
En 2018 una empresa de Nueva Zelanda probó la semana de 4 días y la adoptó al comprobar la mejora en la productividad
También en 2018 el sindicado español Unión General de Trabajadores (UGT) propuso reducir las jornadas semanales a cuatro días, con 8 horas de trabajo -32 semanales- y con el mismo salario para hacer frente a la automatización global.
En 2020 la pandemia de COVID-19 revitalizó la propuesta de la semana de 4 días como una solución tanto para reducir la presencialidad en los puestos de trabajo como para resolver el desempleo estructural.

### Semana laboral de 21 horas
Una semana laboral de 21 horas podría ayudar a enfrentar varios problemas relacionados y urgentes: sobre trabajo, desempleo, hiper consumo, altas emisiones de carbono, bajo bienestar, desigualdad, y sobre todo la falta de tiempo para vivir de manera sostenible y de cuidar de nuestros seres queridos, o simplemente de disfrutar la vida. La New Economics Foundation (NEF) presentó un informe en 2010 en el que considera, a la vista del promedio de horas trabajadas por semana para la población económicamente activa, suficientes y satisfactorias 21 horas de trabajo semanal.

### Semana laboral de 20 horas. Jornada laboral de 4 horas
Los argumentos para una jornada laboral de 4 horas se remonta a las propuestas de André Gorz, y a los planteamientos de Jon Bekken. Se sostienen principalmente en el aumento de la productividad y en el estancamiento de las reducciones de la jornada laboral desde 1886, cuando se logró la jornada de 8 horas.